# فونتين شابمان
فونتين شابمان (بالإنجليزية: Fontaine Chapman)‏ هي لاعبة كرة الريشة بريطانية، ولدت في 2 يناير 1990 في كوفنتري في المملكة المتحدة.

## وصلات خارجية
- فونتين شابمان على موقع BWF.tournamentsoftware.com (الإنجليزية)
- فونتين شابمان على موقع BWFbadminton.com (الإنجليزية)